# Лаврентьево (Глебовское сельское поселение)
В Рыбинском районе есть ещё одна деревня Лаврентьево, в Огарковском сельском поселении.
Лаврентьево —  — деревня в Глебовском сельском округе Глебовского сельского поселения Рыбинского района Ярославской области .
Деревня  расположена в юго-западной части Глебовского сельского поселения, к югу от железной дороги Рыбинск—Сонково и юго-западу от железнодорожной станции Кобостово. Она расположилась вдоль правого берега ручья Кипенка, правого притока Волги, примерно в 500 м от его устья. На противоположном левом берегу расположена деревня Мартынцево. Выше по течению, также на противоположном левом берегу стоит деревня Беглецово, расположенная на автомобильной дороге Николо-Корма—Глебово. Примерно в 500 м к северо-востоку на той же дороге стоит деревня Щепетники. В окрестностях деревни садоводческие товарищества .
Деревня Лаврентьева указана на плане Генерального межевания Рыбинского уезда 1792 года.
На 1 января 2007 года в деревне числилось 5 постоянных жителей. Почтовое отделение, расположенное в посёлке железнодорожной станции Кобостово, обслуживает в деревне Лаврентьево 27 домов .